# 傑出服務十字勳章 (英國)
傑出服務十字勳章（英語：Distinguished Service Cross，縮寫DSC）是一個三級軍事勳章，是為了表彰面對海上敵人時的積極行動中或英勇行為。自1993年以來授予軍官和英國軍隊、皇家海軍輔助艦隊和英國商船隊的其他軍銜，也曾授予其他大英國協國家的軍官。

## 歷史
傑出服務十字勳章最初設立於1901年，起初稱為卓越服務十字勳章，用於授予不符合傑出服務勳章授予資格的人員。它於1914年10月更名為傑出服務十字勳章，授予資格擴展到海軍少校以下的所有海軍軍官。 1931年，授予資格擴展到英國商船隊成員，並於1940年再進一步擴展到在英國船隻上服役的非海軍人員（英國陸軍和皇家空軍）。自1993年對榮譽制度的審查以來，以及作為消除勇敢獎勵等級差異的一部分，卓著服務勳章（以前是三級軍事勳章）已經停止授予。傑出服務十字勳章現在成為所有級別的海上三級軍事勳章，獲勳者可以在姓名後加上「DSC」縮寫以茲識別。

## 勳章式樣
- 勳章總高度為43公釐，總闊度為43公釐。
- 勳章本身為銀色圓弧十字架，十字架四方盡頭的外沿較闊。在勳章正面正中位置，亦鑄上皇家記號（Royal Cypher），環繞圓環。以英女王伊莉莎白二世在位期間頒授的勳章為例，皇家記號的式樣是「EIIR」。
- 勳章背面平滑，絲帶透過銀色環連接。
- 勳章繫有闊36公釐的絲帶，絲帶由左至右垂直間成深藍色、白色和深藍色三種闊度相同的顏色。

## 四次獲勳人
只有一個人曾四次被授予傑出服務十字勳章——英國皇家海軍後備隊中校諾曼·莫雷在第一次世界大戰和第二次世界大戰期間獲得。他於1919年首次獲得、1944年第二次獲得、1945年再獲得兩枚傑出服務十字勳章。他也因此獲得了金氏世界紀錄，成為最多勳章的皇家海軍後備隊軍官。